# Seznam osob popravených z politických důvodů v Československu 1948–1989

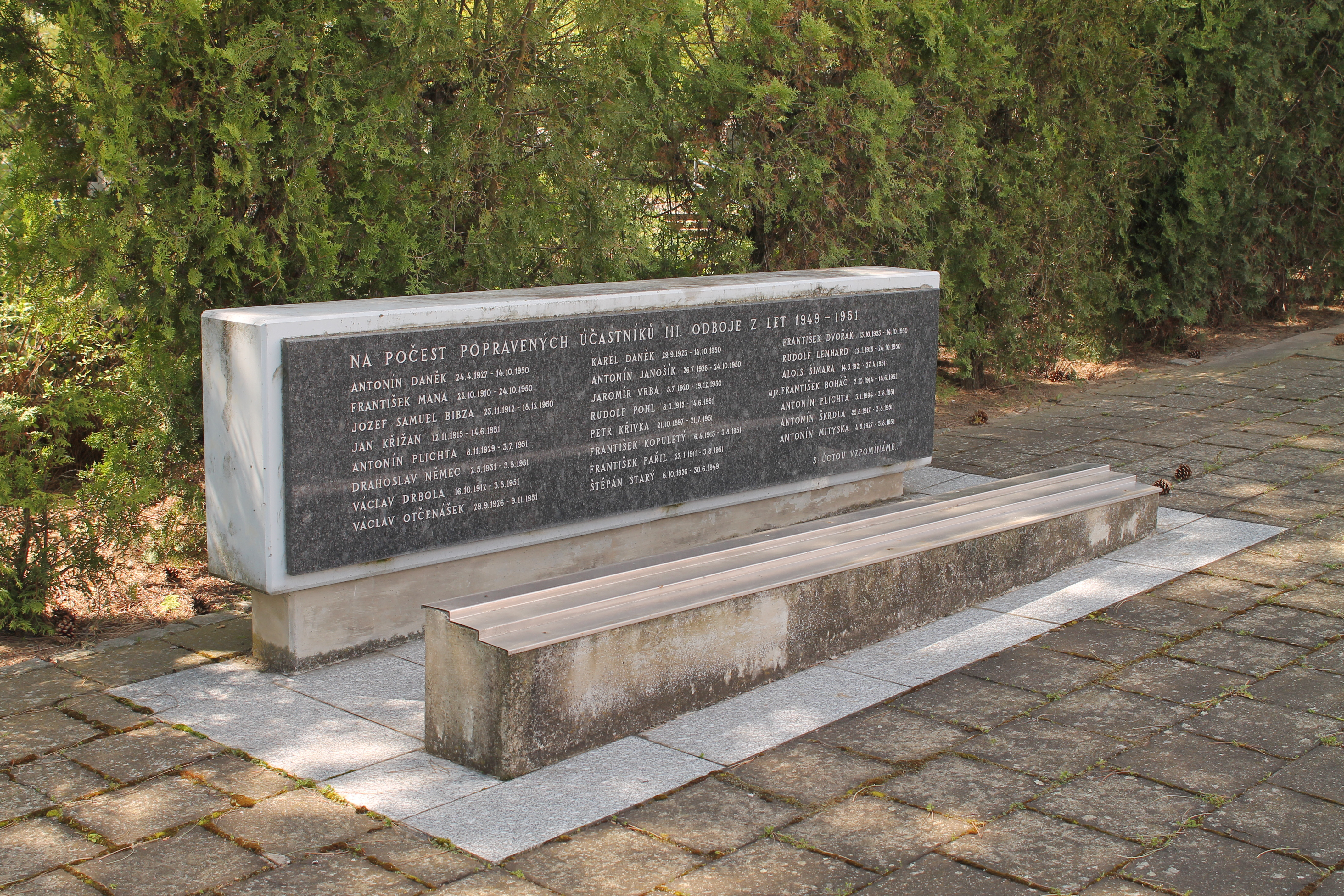
Připomínka popravených účastníků III. odboje na Ústředním hřbitově v Brně

Seznam popravených občanů Československa z politických důvodů v období diktatury ústředního výboru Komunistické strany Československa v letech 1948 až 1989 obsahuje takové osoby, u kterých je politická motivace popravy nepochybně prokázána.
Seznam není úplný: neuvádí např. 22 osob popravených z politických důvodů nesouvisejících se změnou režimu v únoru 1948.

## Historie
Vykonstruované politické soudní procesy probíhaly již od počátku vlády KSČ po puči z únoru 1948. Nejvíce poprav bylo provedeno za vlády Klementa Gottwalda. K vynášení rozsudků prokurátoři využívali prvorepublikového zákona č. 50/1923 Sb. na ochranu republiky, a také nově sepsaných číslo 231/48 Sb. na ochranu lidově demokratické republiky a trestní zákon číslo 86/1950 Sb. Od 1. srpna 1950 navíc nový trestní zákoník umožňoval udělit trest smrti i osobám mladším dvaceti let.
Z důvodů, které souvisely se změnou politického režimu v ČSR v únoru 1948, bylo vykonáno 262 poprav. 22 z nich souviselo s činností během 2. světové války a po ní, ale z různých příčin (převážně politických) nebyly odsouzeny dříve. Zejména šlo o působení v Hlinkových gardách či v Ukrajinské povstalecké armádě. Dále bylo popraveno 13 bývalých členů KSČ, kde šlo o vyřizování vztahů ve straně podle vzoru stalinských čistek.
227 osob bylo popraveno z politických důvodů. Rozsudky uváděly téměř bezvýhradně tehdejší notoriety – velezradu a špionáž. Vedle vysloveně justičních vražd se jednalo o odbojovou činnost, útěky do zahraničí nebo pomoc vězňům. Do této množiny jsou zahrnuty i případy odsouzení za odbojovou činnost řízenou či provokovanou StB (Boris Kovaříček, případ Babice) a případy individuálního nesouhlasu spojené s terorem (Robert Bareš, Dvořákové).
Následné rehabilitace odsouzených proběhly v 60. letech (například dle zákona č. 82/1968) či až po změně režimu po listopadu 1989, a to například zákonem č. 119/1990 Sb. 
Seznam je tvořen dle údajů Úřadu dokumentace a vyšetřování zločinů komunismu.

## Osoby popravené z politických důvodů
| „ | „Chci poprosit Boha, aby Vám tuto vraždu odpustil. Vím, že umírám proto, že jsem chtěl mít svobodné zemědělce ve svobodné zemi. Oni také budou!“ | “ |
| — poslanec Lidové strany Stanislav Broj v Praze, v Pankrácké věznici před popravou dne 23. května 1950 v 5.47 hodin | |   |

| Jméno              | Datum narození     | Datum popravy      | Proces                                 | Rok rehabilitace |
| ------------------ | ------------------ | ------------------ | -------------------------------------- | ---------------- |
| Pavel Babík        | 26. ledna 1924     | 30. ledna 1953     | –                                      | –                |
| Karel Bacílek      | 25. března 1920    | 24. května 1949    | Odbojová organizace Pravda zvítězí     | 1968             |
| Sigmund Bakala     | 12. června 1925    | 4. září 1951       | Hory Hostýnské                         | 1990             |
| Václav Bejček      | 18. října 1925     | 7. února 1952      | Chaloupecký a spol.                    | –                |
| František Boháč    | 2. října 1914      | 14. června 1951    | Boháč a spol.                          | –                |
| Jaroslav Borkovec  | 16. června 1906    | 5. listopadu 1949  | Příprava „květnového puče", Akce Květa | –                |
| Stanislav Broj     | 28. září 1901      | 23. května 1950    | Borská vzpoura                         | 1990             |
| Jan Buchal         | 30. května 1913    | 27. června 1950    | Skupina Milady Horákové                | 1990             |
| Jan Bula           | 24. června 1920    | 20. května 1952    | Případ Babice                          | 1990             |
| Přemysl Bulín      | 24. května 1926    | 2. října 1952      | –                                      | 1990             |
| Karel Bušek        | 1. března 1920     | 19. května 1950    | Špionážní skupina Lindner-Bušek        | 1990             |
| Ladislav Ceé       | 27. února 1908     | 1. srpna 1951      | Akce Beskyd                            | –                |
| Vladimír Cerman    | 4. července 1925   | 11. října 1952     | –                                      | 1969, 1971, 1993 |
| Emanuel Čančík     | 31. července 1916  | 5. listopadu 1949  | Příprava „květnového puče", Akce Zvon  | –                |
| René Černý         | 26. července 1914  | 23. května 1950    | Borská vzpoura                         | 1990             |
| Petr Čížek         | 2. března 1914     | 6. února 1952      | Hošek a spol.                          | 1990             |
| Josef Čuba         | 29. října 1893     | 4. září 1951       | Hory Hostýnské                         | 1990             |
| Leopold Doležal    | 27. října 1913     | 30. srpna 1952     | Akce Kozel                             | –                |
| Václav Drbola      | 16. října 1912     | 3. srpna 1951      | Případ Babice                          | 1996             |
| Jaroslav Dvořák    | 22. června 1930    | 6. února 1952      | Hošek a spol.                          | 1990             |
| Oldřich Fiala      | 26. prosince 1926  | 1. září 1951       | Fiala a spol.                          | 1994             |
| Rudolf Fuksa       | 27. listopadu 1930 | 9. srpna 1952      | Hejna a spol.                          | 1990             |
| Josef Goldšmíd     | 15. července 1913  | 23. září 1950      | Goldschmid a spol.                     | 1991             |
| Josef Gonic        | 4. března 1902     | 18. července 1949  | Akce Norbert                           | –                |
| František Havlíček | 2. prosince 1908   | 12. listopadu 1952 | –                                      | –                |
| Jiří Hejna         | 27. listopadu 1930 | 9. srpna 1952      | Hejna a spol.                          | 1990             |
| Milada Horáková    | 25. prosince 1901  | 27. června 1950    | Skupina Milady Horákové                | 1990             |
| Jan Hošek          | 18. května 1952    | 6. února 1952      | Hošek a spol.                          | 1990             |
| Josef Hruška       | 13. dubna 1883     | 24. května 1949    | Odbojová organizace Pravda zvítězí     | 1966             |
| Bohuslav Hubálek   | 11. října 1903     | 18. července 1949  | Akce Norbert                           | –                |
| Karel Chaloupecký  | 20. března 1915    | 7. února 1952      | Chaloupecký a spol.                    | 1991             |
| Josef Charvát      | 28. července 1923  | 5. listopadu 1949  | Příprava „květnového puče", Akce Zvon  | –                |
| Miloslav Choc      | 19. ledna 1925     | 19. února 1949     | Protistátní spiknutí Choc a spol.      | 1990             |
| Vratislav Janda    | 1. srpna 1913      | 5. listopadu 1949  | Příprava „květnového puče", Akce Květa | –                |
| Zbyněk Janata      | 1. února 1932      | 2. května 1955     | Skupina bratří Mašínů                  | –                |
| Antonín Janošík    | 26. července 1926  | 24. října 1950     | Skupina Světlany                       | –                |
| Jiří Janouch       | 18. prosince 1929  | 21. října 1950     | Tippl a spol.                          | –                |
| Bernard Jaško      | 22. dubna 1923     | 17. února 1951     | Jaško a spol.                          | 1990             |
| Miloslav Jebavý    | 27. srpna 1911     | 18. července 1949  | Akce Norbert                           | –                |
| Miroslav Jurča     | 2. března 1926     | 23. srpna 1952     | Jurča a spol.                          | –                |
| Záviš Kalandra     | 10. listopadu 1902 | 27. června 1950    | Skupina Milady Horákové                | 1990             |
| Pavol Kalinaj      | 14. července 1915  | 17. února 1951     | Jaško a spol.                          | 1990             |
| Jozef Karolík      | 25. září 1930      | 11. listopadu 1952 | –                                      | –                |
| Jiří Kauer         | 21. května 1925    | 7. února 1952      | –                                      | 1990             |
| Jiří Kodet         | 24. srpna 1929     | 21. října 1950     | Tippl a spol.                          | –                |
| František Kopuletý | 6. dubna 1913      | 3. srpna 1951      | Případ Babice                          | 1996             |
| Lubomír Koukal     | 8. února 1925      | 12. prosince 1951  | Koukal a spol.                         | –                |
| Boris Kovaříček    | 21. května 1927    | 24. května 1949    | Odbojová organizace Pravda zvítězí     | 1968             |
| Petr Křivka        | 21. října 1897     | 21. června 1951    | Akce Tábor                             | –                |
| Jan Křižan         | 12. listopadu 1915 | 14. června 1951    | Boháč a spol.                          | –                |
| Josef Kučera       | 15. ledna 1916     | 14. listopadu 1952 | Akce Irena                             | –                |
| Jaroslav Kysela    | 4. února 1932      | 21. října 1950     | Tippl a spol.                          | –                |
| Vojtěch Lacko      | 9. srpna 1917      | 7. října 1950      | Lacko a spol.                          | –                |
| Rudolf Lančarič    | 14. srpna 1914     | 17. února 1951     | Jaško a spol.                          | –                |
| Rudolf Lenhard     | 12. ledna 1918     | 24. října 1950     | Skupina Světlany                       | –                |
| Ladislav Lindner   | 19. prosince 1924  | 19. května 1950    | Špionážní skupina Lindner-Bušek        | 1990             |
| Karel Lomič        | 28. října 1924     | 25. července 1952  | Lomič a spol.                          | –                |
| Jozef Macej        | 22. května 1905    | 8. srpna 1952      | –                                      | –                |
| František Mana     | 22. října 1910     | 24. října 1950     | Skupina Světlany                       | –                |
| Jan Matička        | 15. listopadu 1904 | 31. srpna 1951     | Matička a spol.                        | 1991             |
| Antonín Mityska    | 4. května 1927     | 3. srpna 1951      | Případ Babice                          | 1996             |
| Miloš Morávek      | 24. prosince 1911  | 1. srpna 1951      | Akce Beskyd                            | –                |
| Jaromír Nechanský  | 4. prosince 1916   | 16. června 1950    |                                        | 1991             |
| Drahoslav Němec    | 2. května 1931     | 3. srpna 1951      | Případ Babice                          | 1996             |
| Ctibor Novák       | 25. října 1902     | 2. května 1955     | Skupina bratří Mašínů                  | 1990             |
| Jan Novák          | 6. července 1920   | 1. září 1951       | –                                      | –                |
| František Pařil    | 27. ledna 1911     | 3. srpna 1951      | Případ Babice                          | 1996             |
| Oldřich Pecl       | 14. září 1903      | 27. června 1950    | Skupina Milady Horákové                | 1990             |
| Čeněk Petelík      | 24. července 1917  | 23. května 1950    | Borská vzpoura                         | 1990             |
| Antonín Plichta    | 3. ledna 1894      | 3. srpna 1951      | Případ Babice                          | 1996             |
| Stanislav Plichta  | 16. listopadu 1931 | 25. května 1953    | Případ Babice                          | -                |
| Alois Pokorný      | 3. dubna 1928      | 18. září 1952      | Katolická akce                         | –                |
| Vratislav Polesný  | 30. března 1923    | 5. listopadu 1949  | Příprava „květnového puče", Akce Zvon  | –                |
| Josef Polomský     | 11. února 1924     | 1. srpna 1951      | Akce Beskyd                            | –                |
| Miloslav Pospíšil  | 6. srpna 1918      | 4. září 1951       | Hory Hostýnské                         | 1990             |
| Ladislav Prieložný | 15. září 1923      | 4. ledna 1950      | Prieložný a spol.                      | –                |
| Květoslav Prokeš   | 2. června 1897     | 5. listopadu 1949  | Příprava „květnového puče", Akce Květa | –                |
| Josef Prouza       | 17. července 1925  | 3. června 1952     | –                                      | –                |
| Vladimír Rajnoch   | 8. března 1925     | 4. září 1951       | Hory Hostýnské                         | 1990             |
| Josef Robotka      | 25. února 1906     | 12. listopadu 1952 | –                                      | 1990             |
| František Rod      | 15. září 1902      | 17. června 1950    | Veselý a spol.                         | 1990             |
| Karel Sabela       | 12. prosince 1917  | 18. července 1949  | Akce Norbert                           | –                |
| Luboš Smutka       | 23. února 1926     | 31. srpna 1951     | Matička a spol.                        | 1991             |
| Vilém Sok-Sieger   | 31. prosince 1902  | 18. července 1949  | Akce Norbert                           | –                |
| Miroslav Sýkora    | 13. března 1923    | 1. srpna 1951      | Akce Beskyd                            | –                |
| Slavoj Šádek       | 3. března 1926     | 19. února 1949     | Protistátní spiknutí Choc a spol.      | –                |
| Alois Šimara       | 14. března 1921    | 27. dubna 1951     | Skupina Světlany                       | –                |
| Antonín Škrdla     | 25. května 1917    | 3. srpna 1951      | Případ Babice                          | 1996             |
| Václav Šnaidr      | 3. srpna 1911      | 12. listopadu 1952 | –                                      | –                |
| Václav Švéda       | 26. dubna 1921     | 2. května 1955     | Skupina bratří Mašínů                  | –                |
| Václav Tippl       | 3. září 1930       | 21. října 1950     | Tippl a spol.                          | –                |
| Vladivoj Tomek     | 9. června 1933     | 17. ledna 1960     | Skupina Othello                        | –                |
| Jan Tuček          | 7. května 1916     | 17. června 1950    | Veselý a spol.                         | 1990             |
| Václav Vacínek     | 25. července 1908  | 31. srpna 1951     | Matička a spol.                        | 1991             |
| Karel Veselý       | 1. ledna 1917      | 17. června 1950    | Veselý a spol.                         | 1990             |
| Jaroslav Vetejška  | 14. května 1926    | 6. září 1950       | Vetejška a spol.                       | –                |
| Boris Volek        | 26. srpna 1928     | 11. listopadu 1952 | –                                      | 1991             |
| Jaromír Vrba       | 5. července 1920   | 19. prosince 1950  | Skupina Světlany                       | –                |
| Tibor Vrbický      | 23. října 1921     | 2. listopadu 1951  | –                                      | 1990             |
| Veleslav Wahl      | 15. května 1922    | 16. června 1950    |                                        | 1990             |
| Karel Zámečník     | 8. července 1923   | 27. dubna 1951     | Skupina Světlany                       | –                |
| Vlastimil Železný  | 18. dubna 1928     | 18. září 1952      | Katolická akce                         | –                |

## Popravení v procesu se Slánským
| Jméno              | Datum narození     | Datum popravy    | Proces             | Rok rehabilitace |
| ------------------ | ------------------ | ---------------- | ------------------ | ---------------- |
| Vladimír Clementis | 20. září 1902      | 3. prosince 1952 | Proces se Slánským | 1963             |
| Otto Fischl        | 17. srpna 1902     | 3. prosince 1952 | Proces se Slánským | 1963             |
| André Simone       | 27. května 1895    | 3. prosince 1952 | Proces se Slánským | 1963             |
| Otto Šling         | 24. srpna 1912     | 3. prosince 1952 | Proces se Slánským | 1963             |
| Rudolf Slánský     | 31. srpna 1901     | 3. prosince 1952 | Proces se Slánským | 1963             |
| Josef Frank        | 15. února 1909     | 3. prosince 1952 | Proces se Slánským | 1963             |
| Karel Šváb         | 13. května 1904    | 3. prosince 1952 | Proces se Slánským | 1963             |
| Bedřich Reicin     | 29. září 1914      | 3. prosince 1952 | Proces se Slánským | 1963             |
| Rudolf Margolius   | 31. srpna 1913     | 3. prosince 1952 | Proces se Slánským | 1963             |
| Ludvík Frejka      | 15. ledna 1904     | 3. prosince 1952 | Proces se Slánským | 1963             |
| Bedřich Geminder   | 19. listopadu 1901 | 3. prosince 1952 | Proces se Slánským | 1963             |